# 銀鴿
銀鴿（學名：Columba argentina）是一種极危的鴿子。

## 描述
銀鴿的外觀很像斑皇鳩，但牠們的羽毛呈淡銀灰色，頸部背後的羽毛有綠色的光澤。牠們的飛羽及尾端羽毛呈黑色，這些尾端羽毛的長度一致。牠們的前額傾斜，眼瘤及眼睛呈深紅色或紫色，下顎較為深色，喙呈暗紫色，尖端呈淡蘋果綠色。腳呈藍灰色，有些紅色的斑點。牠們較斑皇鳩細小，長約37厘米，雌鳥比雄鳥較大及深色，雛鳥上身呈沙褐色。與其他相關的物種比較下，估計牠們平均重350克。從銀鴿的顏色來看，牠們可能是與斑皇鳩趨同演化，或有可能是一種米勒氏擬態。

## 分佈
銀鴿是於19世紀末至20世紀初在納土納海及印尼蘇門答臘以西發現。最古老的標本是在近坤甸採集，並且在砂拉越、西美略、南巴蓋及西波拉島、廖內島、亞南巴斯、納吐納群島、蘇門答臘的占碑省及南蘇門答臘都有發現。最後確定在民丹島、加里曼丹島及半途島都有發現。

## 生態
銀鴿生活在低於海拔100米的紅樹林及其他岸途的林地。牠們很多時會與一大群的斑皇鳩一同生活，甚至會在斑皇鳩築巢的地方繁殖。牠們約於3月或4月開始繁殖，歷時幾個月。牠們會在樹上以樹枝築巢，每次只會生一隻蛋，蛋呈灰白色而沒有光澤。

## 保育狀況
國際鳥盟估計現存有銀鴿的數量少於50隻，故將牠們列為瀕危。牠們衰落的原因不明，但伐林（尤其是紅樹林）就肯定對牠們有所影響。另外，野貓等入侵物種亦影響著牠們的繁殖，但幅度較小。但今天在西美略、明打威群島及廖內島都已經沒有牠們的蹤跡。

## 外部連結
- BirdLife Species Factsheet （页面存档备份，存于）